# Landsdelen van Zweden

Landsdelen van Zweden

De landsdelen zijn traditionele delen van Zweden.
- Norrland - noorden
- Svealand - midden
- Götaland - zuiden

Deze verdeling gaat terug naar het ontstaan van het land toen Götaland, het land van de Gauten en Svealand, het land van de Svear samengingen om één land te vormen. later werden daar Norrland en Österland, het eerste deels het tweede geheel in het huidige Finland en een kleiner deel in Rusland.
Deze landsdelen zijn op hun beurt in zogeheten landschappen onderverdeeld. Zowel landsdelen als landschappen hebben geen bestuurlijke status maar een historische. 
Bestuurlijk is Zweden opgedeeld in provincies die op hun beurt weer in gemeenten zijn verdeeld.
Götaland · Norrland · Svealand